# Ángel Rodríguez Chaves
Ángel Rodríguez Chaves (Madrid, 1849-Madrid, 1907) fue un literato español.

## Biografía
Nacido en Madrid en 1849, comenzó los estudios de Derecho, pero antes de terminarlos ingresó en las oficinas de los duques de Medinaceli y la gran riqueza de los archivos de aquella casa acabó de decidir su afición a la literatura, especialmente en su aspecto histórico y erudito, en el que sobresalió. Tal vez la diversidad de los géneros cultivados perjudicó la solidez de su obra, ya que su libro Recuerdos del Madrid viejo (Madrid, 1879) obtuvo un verdadero éxito y hacía esperar que el autor se dedicaría a la especialidad que con tanto acierto había iniciado. No fue así, sin embargo, pero, de todos modos, Rodríguez Chaves continuó mostrando su erudición y apego a las cosas de la corte en infinidad de artículos publicados en la mayor parte de los periódicos madrileños. Falleció en su ciudad natal el 14 de abril de 1907, a los cincuenta y ocho años de edad.

## Obra
Aparte de la obra mencionada, publicó:
- Sancho Sánchez, novela
- El príncipe Carlos
- La corte de los Felipes
- Páginas en prosa
- Cuentos nacionales
- Cuentos de los siglos
- La puntillosa

### Teatro
También escribió para el teatro:
- El amor en la ausencia
- Dos hojas de un libro
- La flor del Vesubio
- Frente a frente
- Las alas de cera
- El verdugo de sí mismo
- Males del alma
- El motín de Aranjuez, zarzuela con música de Marqués

### Otros
Se dedicó también a la literatura taurina.